# Blackenstein
Pour plus de détails, voir Fiche technique et Distribution.
Blackenstein est un film américain réalisé par William A. Levey, sorti en 1973.

## Fiche technique
- Titre : Blackenstein
- Réalisation : William A. Levey
- Scénario : Frank R. Saletri
- Pays de production : États-Unis
- Format : Couleurs - 1,85:1 - Mono
- Genre : Horreur et science-fiction
- Date de sortie : 1973

## Distribution
- John Hart : Dr. Stein
- Ivory Stone : Dr. Winifred Walker
- Joe De Sue : Eddie Turner
- Roosevelt Jackson : Malcomb
- Andrea King : Eleanor
- Don Brodie : Lieutenant de police
- Liz Renay : Victime